# مورغان جونز (سياسي)
مورغان جونز (بالإنجليزية: Morgan Jones)‏ هو سياسي أمريكي، ولد في 26 فبراير 1830 بلندن في الإمبراطورية الرومانية، وتوفي في 13 يوليو 1894 في الولايات المتحدة. حزبياً، نشط في الحزب الديمقراطي. وقد انتخب عضو مجلس النواب الأمريكي.